# 777
Évszázadok: 7. század – 8. század – 9. század
Évtizedek: 720-as évek – 730-as évek – 740-es évek – 750-es évek – 760-as évek – 770-es évek – 780-as évek – 790-es évek – 800-as évek – 810-es évek – 820-as évek
Évek: 772 – 773 – 774 – 775 –  776 – 777 – 778 – 779 – 780 – 781 – 782

## Események

### Európa
- Nagy Károly a szászok elleni háborúkat lezárandó országgyűlést hív össze Paderbornba és a Frank Birodalomhoz csatolja a szászok földjét. Megkezdik a szászok térítését, a pogány isteneknek áldozókat halálbüntetéssel sújtják.
- Barcelona, Zaragoza és Huesca Abbászida-párti muszlim kormányzói követséget küldenek Nagy Károlyhoz és szövetséget ajánlanak neki a terjeszkedő Córdobai Emirátus ellen.
- A bolgár klánvezérek elűzik Telerig kánt, aki Konstantinápolyba menekül, megkeresztelkedik és feleségül veszi Eiréné császárné unokatestvérét. Helyére Kardamot választják meg.
- III. Tassilo bajor herceg megalapítja a kremsmünsteri apátságot. Az alapítólevélben először említik az ispán szót, ekkor még mint egy avar előkelői címet.
- Elkészül a Hammelburgi összeírás, az ófelnémet nyelv legrégebbi írásos emléke.
- Nagy Károly tudósokat és művészeket gyűjt udvarába, elkezdődik a karoling reneszánsz kora (hozzávetőleges időpont).

### Észak-Afrika
- A magrebi ibáditák imámjukká választják Abd al-Rahmán ibn Rusztamot, a Rusztamida dinasztia alapítóját.

## Születések
- Hungdok, sillai király
- Júhanná ibn Mászavaih, szíriai orvos

## Halálozások
- Muhammad ibn Ibráhim al-Fazárí, arab filozófus és csillagász
- Walpurga, angolszász hittérítő

## Fordítás
- Ez a szócikk részben vagy egészben  a(z)   777 című angol Wikipédia-szócikk ezen változatának fordításán alapul.  Az eredeti cikk szerkesztőit annak laptörténete sorolja fel. Ez a jelzés csupán a megfogalmazás eredetét és a szerzői jogokat jelzi, nem szolgál a cikkben szereplő információk forrásmegjelöléseként.